# Marije
Marcus Aurelius Marius u godini 269. Car Galijskog carstva, njegov nasljednik je Vikorije.